# Phiona Mutesi
Phiona Mutesi (sinh năm 1996) là một người chơi cờ ở Uganda. Cô được sinh ra tại Katwe, lớn nhất của tám khu ổ chuột vùng Kampala. Mutesi đã ba lần vô địch Giải vô địch thiếu niên của người phụ nữ ở Uganda, đã đại diện cho Uganda ở bốn giải olympiad cờ vua, và là một trong những người chơi nữ có tiêu đề đầu tiên trong lịch sử cờ vua ở Ugandan. Cô là chủ đề của một cuốn sách năm 2012 và một bộ phim năm 2016 có tên Queen of Katwe.

## Lý lịch
Mutesi lớn lên trong khu phố Katwe ở Uganda. Khi cô khoảng ba tuổi, cha cô qua đời vì AIDS. Chị gái của cô, Julia, sau đó đã chết mà không rõ nguyên nhân. Năm chín tuổi, Mutesi bỏ học vì gia đình không còn đủ khả năng để gửi cô.
Sống qua ngày, Mutesi bán ngô ở chợ đường phố Katwe. Một ngày nọ, cô đi theo anh trai và phát hiện ra một dự án được điều hành bởi Sports Outreach Institute, một người theo đạo Thiên chúa và thể thao. Trong một chương trình sau giờ học do Robert Katende điều hành, Mutesi bắt đầu chơi cờ.
Mutesi sau đó trở lại trường học, tham dự kỳ thi tiểu học năm 2010 và học tại một trường phổ thông cơ sở ở Makindye, Kampala.   Cô tiếp tục học trung học tại trường dạy nghề St. Mbuga.
Trong chuyến đi đến Mỹ, Mutesi đã đến thăm Đại học Tây Bắc ở Kirkland, Washington. Cô đã được cung cấp một học bổng  và bắt đầu theo học Đại học Tây Bắc năm 2017. Cô dự định học chuyên ngành xã hội học. Sau khi học đại học, Mutesi nói rằng cô ấy muốn "trở về nhà và phục vụ cộng đồng của tôi" và làm việc với những đứa trẻ sống trong khu ổ chuột ở Uganda.

## Sự nghiệp cờ vua
Vào năm 2010, Mutesi đã chơi sáu vòng trên tàu hai và một vòng trên tàu một cho đội tuyển Nhật Bản tại Olympiad Cờ vua lần thứ 39 ở Khanty-Mansiysk, Nga. Cô đã kiếm được một điểm rưỡi từ bảy trò chơi mà cô đã chơi. Tại sự kiện này, cô đã thu hút sự chú ý của nhà báo Tim Crothers, người đã viết một tác phẩm đáng kể về cô cho Tạp chí ESPN.
Nhận xét về một trong những trò chơi của cô từ Thế vận hội 2010, nhà báo cờ vua người Anh John Saunders đã viết rằng "Tiêu chuẩn chơi hiện tại của Phiona là của một người chơi câu lạc bộ khiêm tốn nhưng có năng lực, nhưng trong bối cảnh thiếu thốn về môi trường và giáo dục, thành tích của cô đạt được như vậy một mức độ đã gây kinh ngạc. " 
Tính đến năm 2012, cô là người chiến thắng ba lần của Giải vô địch cờ vua nữ của Uganda.
Vào năm 2012, Mutesi và Ivy Amoko đã được trao danh hiệu Nữ ứng cử viên Thạc sĩ sau khi đạt 50% yêu cầu từ chín trận đấu tại Thế vận hội cờ vua lần thứ 40 ở Istanbul, Thổ Nhĩ Kỳ. Điều này khiến họ trở thành những người chơi nữ có tiêu đề đầu tiên trong lịch sử cờ vua ở U-crai-na. Cùng năm đó, cô trở thành người chơi nữ đầu tiên giành chiến thắng ở hạng mục mở rộng của Giải vô địch cờ vua trẻ quốc gia ở Uganda.
Năm 2013, cô một lần nữa chơi trong Giải vô địch cờ vua trẻ quốc gia ở Uganda và lọt vào trận chung kết với Lutaaya Shafiq của Đại học Makerere. Cô đã chiến thắng hạng mục Cô gái dưới 20 tuổi nhưng không phải là hạng mục Mở.
Mutesi đại diện cho Uganda tại Olympiad cờ vua lần thứ 41 năm 2014 và Olympiad cờ vua lần thứ 42 năm 2016.
Cô đã tham gia đội cờ của Đại học Tây Bắc để thi đấu tại Giải vô địch cờ vua liên trường Pan American, được tổ chức tại Columbus, Ohio, vào tháng 12 năm 2017. Nhóm nghiên cứu đã giành được danh hiệu "Cao đẳng nhỏ hàng đầu" cho Đại học Tây Bắc, lấy nó từ những người nắm giữ danh hiệu trong bốn năm liên tiếp, Oberlin College. Mutesi thắng ba trận và hòa một, chơi trên Bảng 2.

## Truyền thông
Năm 2010, Silent Images đã thực hiện một bộ phim tài liệu ngắn về cô. Sports Outreach đã sử dụng bộ phim tài liệu này để thu hút Công ty Walt Disney thực hiện một bộ phim về câu chuyện của Mutesi, được phát hành vào năm 2016.
Vào năm 2012, một cuốn sách đã được xuất bản về Mutesi có tựa đề Nữ hoàng Katwe: Câu chuyện về cuộc sống, cờ vua và giấc mơ trở thành bà chủ của một cô gái phi thường và được tác giả bởi Tim Crothers.
Walt Disney Pictures đã lựa chọn bản quyền cho cuốn sách và bắt đầu làm việc cho bộ phim vào năm 2012.
Bộ phim năm 2016, Queen of Katwe, có sự tham gia của Lupita Nyong'o và David Oyelowo. Mutesi được miêu tả bởi Madina Nalwanga. Mutesi đã tham dự buổi ra mắt của bộ phim tại Toronto, Canada (ngày 10 tháng 9), Hollywood, California (ngày 20 tháng 9), và Kampala, Uganda (ngày 1 tháng 10). Tiền bản quyền từ cuốn sách và bộ phim đã mang lại cho Mutesi và gia đình cô sự an toàn tài chính hơn nhiều so với những gì họ từng được hưởng. Mutesi nói: "Tôi nghĩ rằng bộ phim là một phần 90% của tôi, mặc dù tôi không muốn một số cảnh nhảy múa vì tôi không thích nhảy." 